# Climate Pledge Arena
La Climate Pledge Arena è un palazzetto dello sport situato a nord del downtown di Seattle, nello Stato di Washington, presso il Seattle Center. Fino al 2008 ha ospitato i Seattle SuperSonics della NBA. L'arena ha ospitato l'NBA All Star Game del 1974.
L'arena fu aperta nel 1962 come Seattle Center Coliseum e venne completamente ricostruita tra il 1994 e il 1995. Nell'occasione il campo da gioco è stato abbassato di 35 piedi sotto il livello della strada in modo da procurare ulteriori 3.000 posti. Dopo la ricostruzione, il Coliseum venne rinominato KeyArena dopo l'acquisto dei diritti di denominazione da parte di KeyBank. La prima partita di regular season giocata qui dai Seattle SuperSonics sotto il nuovo nome fu quella contro i Los Angeles Lakers del 4 novembre 1995.